# Tommy Vercetti
Thomas "Tommy" Vercetti è un personaggio immaginario, protagonista del videogioco Grand Theft Auto: Vice City, quarto capitolo principale della serie Grand Theft Auto sviluppata da Rockstar Games.
È il primo protagonista della serie a disporre di un doppiaggio, con la voce di Ray Liotta. Di origini italo-americane, è un criminale dal temperamento irascibile ed ex membro della famiglia Forelli, un'organizzazione mafiosa fittizia. Dopo aver scontato quindici anni di carcere per omicidio, viene rilasciato nel 1986 e inviato a Vice City, città ispirata a Miami, per concludere un affare di droga.
Tuttavia, l'incontro si rivela un'imboscata e Tommy è costretto a recuperare la merce rubata. Durante la sua ricerca, stringe alleanze con vari esponenti della criminalità locale, costruendosi una reputazione e ampliando progressivamente il suo impero criminale, fino a diventare il boss della città. 
Il personaggio ha ricevuto un'accoglienza positiva dalla critica, che lo ha considerato più caratterizzato e carismatico rispetto ai protagonisti precedenti della serie, paragonandolo a Tony Montana, protagonista del film Scarface (1983). Anche l'interpretazione di Ray Liotta ha ottenuto apprezzamenti e diversi riconoscimenti di fine anno.

## Concezione e sviluppo
Tommy Vercetti appare inizialmente con una camicia hawaiana azzurra, ma nel corso del gioco ha accesso a una varietà di abiti alternativi. Il personaggio presenta diverse somiglianze con il signore della droga fittizio Tony Montana, protagonista del film Scarface, elemento in linea con le influenze visive e tematiche che il film ha avuto su Grand Theft Auto: Vice City. Anche il rapporto tra Tommy e Lance Vance è stato concepito per richiamare la dinamica tra Sonny Crockett e Ricardo Tubbs della serie Miami Vice.
A differenza del protagonista di Grand Theft Auto III, Claude, che era un protagonista muto, il team di sviluppo ha deciso di dare a Tommy una voce, affrontando così la sfida di caratterizzare un protagonista parlante. Il personaggio è stato interpretato da Ray Liotta, il quale ha descritto il ruolo come impegnativo, poiché si trattava di dare vita a un personaggio completamente nuovo. Durante le sessioni di doppiaggio, Liotta ha lavorato con schermo blu per immaginare meglio le scene, mentre il team di sviluppo si è concentrato sulla creazione di un legame empatico tra il giocatore e Tommy.
Prima del lancio del gioco, IGN ha previsto che Tommy avrebbe avuto un impatto simile a quello del personaggio Ray Sinclair interpretato da Liotta nel film Qualcosa di travolgente (1986). Inoltre, la sua interpretazione è stata paragonata a quella di Henry Hill in Quei bravi ragazzi. Lo stesso Liotta ha affermato che il doppiaggio è stato impegnativo, poiché lasciava poco spazio alla creatività dell'attore, che doveva seguire le indicazioni del team di sviluppo.

## Biografia
Tommy Vercetti è nato a Liberty City in una famiglia di origini italo-americane. Da bambino aiutava il padre in una tipografia, inizialmente aspirando a una vita onesta. Tuttavia, da adolescente, venne coinvolto nel crimine organizzato sotto l’influenza di Sonny Forelli, divenendo un membro della Famiglia Forelli.
Nel 1971, Sonny, temendo la crescente influenza di Tommy, lo inviò in un'imboscata, che lo costrinse a uccidere undici uomini per salvarsi. Arrestato per omicidio multiplo, guadagnò il soprannome di "Macellaio di Harwood" e scontò una pena di quindici anni di carcere.
Scarcerato nel 1986, Tommy fu inviato da Sonny a Vice City per supervisionare un traffico di droga, ma l’operazione venne compromessa da un'imboscata. Determinato a recuperare il denaro e la merce perduta, formò alleanze con Ken Rosenberg, Colonnello Cortez, Kent Paul, Lance Vance e Avery Carrington. Scoprì poi che il mandante dell'attacco era il narcotrafficante Ricardo Diaz, che eliminò insieme a Lance, prendendo il controllo del suo impero criminale.
Divenuto leader della Banda Vercetti, Tommy si distaccò gradualmente dai Forelli, consolidando il proprio potere in città. Tuttavia, trascurò Lance, il quale si sentì emarginato e tradì Tommy alleandosi con Sonny. Quando Sonny arrivò a Vice City per reclamare il suo denaro, rivelò di aver orchestrato l'arresto di Tommy nel 1971. Seguirono uno scontro a fuoco e un confronto finale, al termine dei quali Tommy uccise sia Lance che Sonny, affermandosi come il boss incontrastato della città.
Dopo gli eventi del gioco, non si hanno molte informazioni sulla sua vita. È noto che il suo sodalizio con Ken Rosenberg ebbe breve durata: prima del 1992, infastidito dalla crescente dipendenza di Ken dalla cocaina, lo inviò in un centro di riabilitazione a Fort Carson, nello stato di San Andreas, tagliando definitivamente i ponti con lui. In seguito al suo recupero, Ken tentò di ristabilire i contatti, senza successo.

## Accoglienza

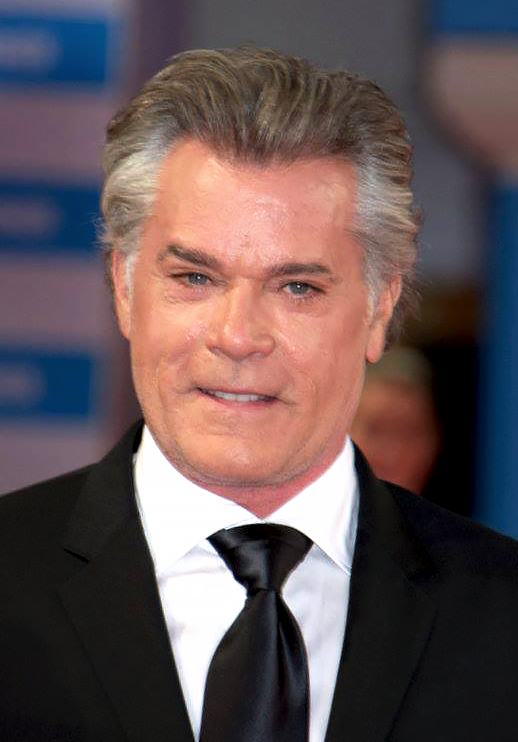
Ray Liotta, interprete di Tommy Vercetti.

Il personaggio di Tommy Vercetti ha ricevuto un'accoglienza molto positiva da parte della critica e dei giocatori di Vice City, figurando in numerose classifiche dei migliori personaggi dei videogiochi. Scott Alan Marriott di AllGame lo ha ritenuto più coinvolgente rispetto a Claude, protagonista di Grand Theft Auto III. IGN ha lodato la scelta di Rockstar per la caratterizzazione del personaggio, mentre la rivista Edge ha evidenziato il carisma di Tommy e l'ottima interpretazione di Ray Liotta. CraveOnline ha definito l'esperienza di gioco con Tommy come "una ventata di aria fresca".
The Age ha elogiato la recitazione di Liotta, sottolineando come, pur ispirandosi chiaramente a Tony Montana, il personaggio abbia un umorismo sfrontato che lo rende più simpatico. GameDaily ha attribuito grande importanza alla performance di Liotta, affermando che la sua interpretazione ha trasformato Tommy da un semplice criminale in un'icona degli anni '80. The Telegraph lo ha descritto come "il protagonista più amorale" della serie Grand Theft Auto.
Andy Kelly di TheGamer ha definito Tommy "il miglior protagonista della saga di GTA", sottolineando il suo ruolo come primo personaggio realmente sviluppato nella serie. A differenza dei protagonisti dei titoli in 2D, caratterizzati solo da differenze estetiche, Tommy possiede una personalità ben definita. Pur riconoscendo che Claude di Grand Theft Auto III abbia introdotto una maggiore profondità nei personaggi, Kelly ha evidenziato come la sua mancanza di dialoghi lo rendesse meno incisivo. Inoltre, ha sottolineato il contributo fondamentale di Ray Liotta nel dare vita al personaggio, pur menzionando alcune tensioni tra l'attore e Rockstar durante il processo di doppiaggio.
L'interpretazione di Ray Liotta è stata premiata con il riconoscimento come Miglior Performance Maschile ai G-Phoria Awards del 2003 e come Miglior Interpretazione Umana agli Spike Video Game Awards dello stesso anno.